# Zigmas Jukna
Zigmas Pranciškus Jukna, né le 13 juillet 1935 à Palūksčiai, mort le 7 octobre 1980, est un rameur soviétique de nationalité lituanienne.
Il participe aux Jeux olympiques de 1960, 1964 et 1968, en remportant deux médailles olympiques avec son compatriote Antanas Bagdonavičius.